# Hellmuth Laegeler
Hellmuth Laegeler (* 22. Januar 1902 in Ulm; † 13. Juli 1972 in Stuttgart) war ein deutscher Generalmajor im Heer der Wehrmacht und später der Bundeswehr.

## Werdegang

### Reichswehr
Beförderungen
- 1921 Fahnenjunker
- 1. Dezember 1924 Leutnant (Ernennung)
- 1. April 1928 Oberleutnant
- 1. Juli 1934 Hauptmann
- 1. Juni 1939 Major
- 1. März 1942 Oberstleutnant
- 1. Januar 1943 Oberst
- 1. März 1945 Generalmajor (Ernennung)

Laegeler war der Sohn eines Offiziers. Er trat nach dem Abitur am 26. April 1921 als Freiwilliger in die Reichswehr ein, wo er zunächst als Fahnenjunker beim 13. (Württ.) Infanterie-Regiment in Ludwigsburg diente. Er besuchte die Infanterieschulen in Ohrdruf und München. Von 1924 bis 1933 war er Zugführer, Ordonnanzoffizier und Nachrichtenoffizier. Von 1933 bis 1935 absolvierte er den Generalstabslehrgang an der Kriegsakademie in Berlin.

### Wehrmacht
1935/36 war er Ib der 17. Division in Nürnberg und 1936/37 der 33. Division. 1936 nahm er an der Rheinlandbesetzung teil. Von 1937 bis 1939 war er Referent in der 2. Abteilung beim Generalstab des Heeres. Zu Beginn des Zweiten Weltkriegs war er vom 26. August 1939 bis zum 20. September 1940 Erster Generalstabsoffizier (I a) der neu gebildeten 263. Infanterie-Division und nahm am Überfall auf Polen teil. Danach kam er zur 76. Infanterie-Division. Januar/Februar 1942 war er bei der Führerreserve.
1942 war er zeitweise Lehrer an der Kriegsakademie. Bis Sommer 1944 nahm er am Rückzug aus Russland als Chef des Stabes eines Panzerkorps teil. Im Juli 1944 erkrankte er an Gelbsucht und verbrachte bis Januar 1945 im Truppengenesungsheim Tübingen. Von Februar bis Mai 1945 war er Chef des Generalstabes beim Befehlshaber des Ersatzheeres in Berlin. Er geriet in amerikanische Kriegsgefangenschaft und wurde in die Vereinigten Staaten gebracht.
Nach seiner Entlassung im November 1946 kehrte er zurück nach Deutschland und arbeitete bis 1948 beim Gestaltungsring Stuttgart, danach bei der Zweckform Schreibwaren und Bürobedarfs GmbH in Oberbayern.

### Bundeswehr
Ab 1952 war er im Amt Blank tätig. Er war Mitglied der deutschen Delegation beim Interimsausschuss der Europäischen Verteidigungsgemeinschaft in Paris. Er wurde Leiter der Abteilung Heer im Amt Blank und in den Führungsrat des Bundesministeriums der Verteidigung in Bonn bestellt. 1955 wurde er erster Generalmajor der Bundeswehr. Von 1955 bis 1961 war er stellvertretender Leiter bzw. kommissarischer Leiter der Abteilung V (Heer) beim Bundesministerium der Verteidigung in Bonn.
Von November 1955 bis Januar 1956 absolvierte er eine Eignungsübung. Ab Mai 1957 kommandierte er die 4. Panzergrenadierdivision in Regensburg, bevor er am 1. Oktober 1959 seine Verwendung als Kommandeur der Führungsakademie der Bundeswehr in Hamburg antrat. Seine Zurruhesetzung erfolgte am 31. März 1962.
Laegeler war verheiratet. Sein Grabstein befindet sich auf dem Waldfriedhof Stuttgart.

## Auszeichnungen
- 1942: Deutsches Kreuz in Gold
- 1943: Ehrenblattspange des Heeres
- 1962: Großes Bundesverdienstkreuz